# Mario David (piłkarz)
Mario David (ur. 13 marca 1934 w Udine, zm. 26 lipca 2005 w Monfalcone) – włoski piłkarz, który grał na pozycji obrońcy i pomocnika, potem trener.

## Kariera klubowa
Występował w klubach: AS Livorno (1950–1953), Vicenza (1953–1958), AS Roma (1958–1960), A.C. Milan (1960–1965), UC Sampdoria (1965–1966) i Alessandria (1966–1967).
Zwyciężył z Vicenzą w Serie B w sezonie 1954–1955 i awansował do Serie A.
Zdobył mistrzostwo Włoch (Serie A) wraz z A.C. Milan w sezonie 1961–1962, a także Puchar Europy Mistrzów Klubowych z tym zespołem w sezonie 1962–1963.

## Kariera reprezentacyjna
W latach 1958–1962 wystąpił w 3 spotkaniach reprezentacji Włoch, nie strzelając bramek. Wziął udział w mistrzostwach świata w 1962, gdzie wystąpił w meczu z reprezentacją Chile. Mecz był niezwykle brutalny i David był jednym z dwóch zawodników włoskich usuniętych z boiska (Giorgio Ferrini w 8. minucie i David w 41. minucie).
Po zakończeniu kariery zawodniczej zajął się pracą szkoleniową.